# Măgura, Fălești
Măgura este un sat situat în vestul Republicii Moldova, în Raionul Fălești. Aparține administrativ de comuna Pietrosu. La recensământul din 2004 avea o populație de 38 locuitori.

## Istorie
Satul a fost atestat în anul 1598:
„Ieremia Movilă voievod, din mila lui Dumnezeu, domn al Țării Moldovei. Adică au venit înaintea domniei mele Costin Murgulet din Frasini, și cu Cotlon din Hnilodove, și cu Gligorie din Cobolta, și cu Pavăl din Dumbrăveni, și cu Simion din Loze, și 10 hânsari din Măgura și cu un hânsar din ținutul Sorocii și au pârât pe sluga noastră Macri fost mare armaș, pentru un plean ce au prădat de ia niște turci, pe care j-au nimicit în pădurea de fag a Onicenilor, și astfel, au arătat înaintea domniei mele că nu au luat atât cât le-a fost le-a fost învățătura de la domnie, ci au luat mai mult.

...

Scris la Suceava, în anul 7106 <1598> mai 8.”